# Pierre Gilbert (pilote)
Ne doit pas être confondu avec Pierre Gilbert (historien).
Pierre Gilbert, né le 18 avril 1980 à Chevreuse (Yvelines), est un pilote professionnel français de kart 125 cm3 de 1995 à 2001.

## Biographie
Il gagne de nombreux championnats:
- champion de France 1999
- vice-champion de France 2000
- 3e Monaco Kart Cup
- 7e championnats du monde (comme pilote)
- 2 fois vice-champion du monde (comme team manager) avec Arnaud Kozlinski
- 1er championnats d'Europe (comme team manager)
- vainqueur Coupe du Monde avec Nelson Panciatici et Kozlinski.

Son coéquipier pendant 2 ans est Alexandre Prémat (pilote A1 Grand Prix et DTM) 
En 2000 il participe au championnat F3 (Dallara-Fiat), aux portes de la Formule 1. Il échoue par manque de budget. En 2002 il crée PSM, une écurie de kart avec laquelle il connait un certain succès avec de nombreux titres mondiaux européens et français. Un record alors âgé de seulement de 23 ans en tant que team manager. En 2006 il arrête l'activité karting après l'accident mortel de son père Philippe survenu le 10 mars 2006 pour gérer avec son frère William l'entreprise de pétrole et lubrifiant laissé par son père.